# 小行星1470
小行星1470（1470 Carla）是一颗绕太阳运转的小行星，为主小行星带小行星。该小行星于1938年9月17日发现。
該小行星以發現者阿爾弗雷德·博爾曼的朋友卡拉·齊格勒（Carla Ziegler）命名。

## 轨道参数
小行星1470的轨道半长轴为3.1622961 UA，离心率为0.061。